# ダエーワ

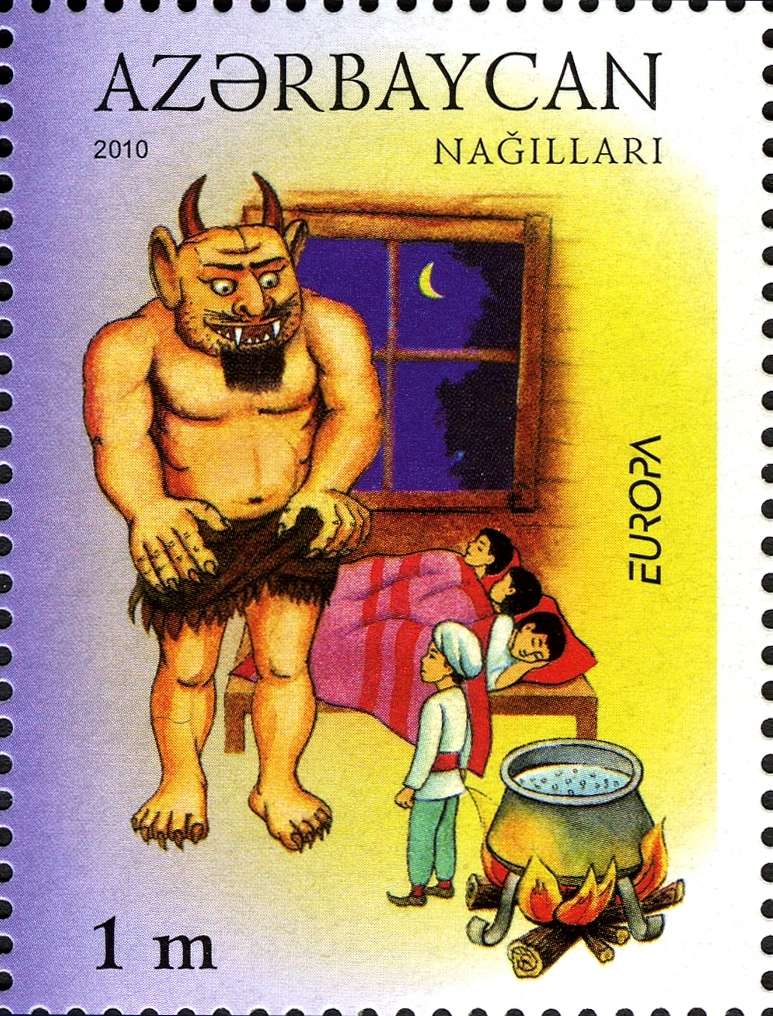
アゼルバイジャンの切手に描かれたダエーワ

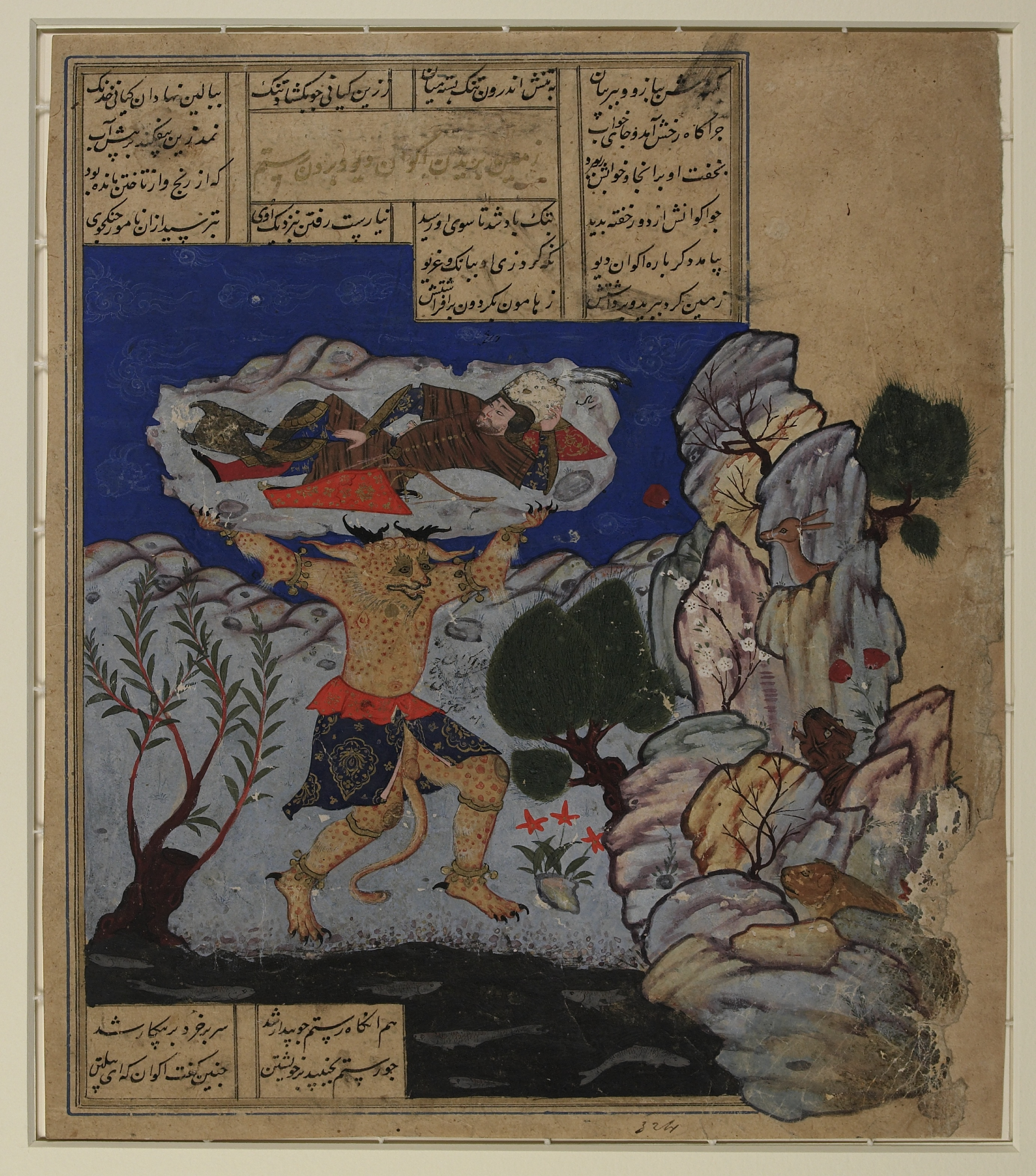
『シャー・ナーメ』の挿絵に描かれた、ダエーワの一人が英雄ロスタムを海に投げ入れようとする場面

ダエーワ（アヴェスター語: daēva（輝ける者）、古代ペルシア語: daiva、中世ペルシア語: dēw（デーヴ）。近世ペルシア語ではディーヴ）は、イランやゾロアスター教の神話に登場する悪神。アンラ・マンユに仕えている悪魔達の総称であり、地獄で亡者達を苦しめる仕事をする悪魔達で、さまざまな姿をしている。
ダエーワが対抗するのが善神であるアムシャ・スプンタやヤザタである。

## 解説
インドのサンスクリット語におけるDeva（デーヴァ、天部）と共通語源。しかし、古代インドでデーヴァが善神として崇拝の対象であり続けたのに対し、古代イランではダエーワは「悪神」「悪魔」という逆の意味になっている。ゲラルド・ニョリなどによれば、これはザラスシュトラの宗教改革の結果だという。より古い時代からの神々（デーヴァ）のうち、戦士機能を割り当てられていたインドラ、サウルウァ（ルドラ）、ワユ（ヴァーユ）などがダエーワとされた。いっぽう、インドのアスラが神々と敵対する存在とみなされる以前から知られていた古い神格である、アスラに属する神ヴァルナは、イランにおいてアフラ・マズダーに対応した。
悪神としてのダエーワという語は、さらにスラヴ語に借用された（古代教会スラヴ語でdivu「悪魔」）。しかし後の時代になってもソグド語やアラム語の一部では善性の存在として使われることもあった。

## ヴェンディダードの7大魔王
ダエーワの中でも中核をなすヴェンディダード（ウィーデーウ・ダート）の7大魔王が存在する。
ヴェンディダード（ウィーデーウ・ダート）とは「悪魔（ダエーワ）に対抗する法」という意味の宗教法の書（サーサーン朝時代にまとめられたゾロアスター教の聖典アヴェスターの二十一巻の第十九巻）で、清めの儀式次第、魔除などを説く。聖王イマ（Yima）とその黄金時代に関する神話などを含む記述の書物である。その魔除書に7大魔王が記載されているのである。
アンラ・マンユはアフラ・マズダーに対抗すべく冬、病気、悪などの16の災難を世に振りまくが実際に災難を振りまくのは彼ら7大魔王を初めとするダエーワ達である。アンラ・マンユを除いて6大魔王という場合もある。アンラ・マンユは魔王の中の魔王だからである。
- アカ・マナフ (Aka Manah) - アムシャ・スプンタのウォフ・マナフと対抗する魔王[1]
- ドゥルジ (Druj) - アシャ・ワヒシュタと対抗する「不義と偽り」の魔王
- サルワ（サウルウァ） (Saurva) - フシャスラ・ワルヤと対抗する「無秩序」の魔王[1]。インド神話の暴風神ルドラ（別名サルワ、後の破壊神シヴァ）のゾロアスター教での姿[5]
- タローマティ (Tarōmaiti) - スプンター・アールマティと対抗する「背教」の魔王[1]
- タルウィ (Taurvi) - ハルワタートと対抗する「熱」の魔王[6]
- ザリチュ (Zairic) - アムルタートと対抗する「渇き」の魔王[7]
- アンラ・マンユ (Angra Mainyu) - 最高神アフラ・マズダーに対抗する、魔王の中の魔王[8]

別の記述では
- ナース (Nasu)
- インドラ (Indar) - アシャ・ワヒシュタと対抗する悪魔[1]。インド神話の武勇神インドラのゾロアスター教での姿[1][5]
- ノーンハスヤ (Naonghaithya) - インド神話のアシュヴィン双神のゾロアスター教での姿[5]
- アンリ・マンユ - アンラ・マンユと同じ

## 関連書籍
- バンヴェニスト, エミール、ニョリ, ゲラルド『ゾロアスター教論考』前田耕作編・監訳、平凡社〈東洋文庫 609〉、1996年12月。ISBN 978-4-582-80609-0。